# Attung
Attung (fornsvenska attunger, ursprungligen i betydelsen 'åttondel') var under medeltiden ett vanligt ytmått för brukbar åkerjord, inte markareal allmänt. Meningarna går isär rörande vad en attung motsvarade, men enligt vissa var det ett mått som motsvarade den åker- och betesareal som en normalstor familj skulle kunna försörja sig på, på medeltiden c:a 12 tunnland eller 6 ha.
Attung nämns ofta i köpehandlingar under tidsperioden 1180–1220 i bland annat Uppland, Närke, Värmland, Östergötland och Öland. Attungen som ytmått fanns längst kvar i Östergötland och några av de småländska landskapen (ex. Kinda, Ydre, Tjust och Tveta) som hörde till Östgöta lagsaga.
Exempel på dokumenterade händelser som innefattar måttet attung:
- 1266 donerade Svantepolk Knutsson 14 attungar till Vreta kloster i samband med att två av hans döttrar inträdde i klostret.
- 1374 skänkte Ingegärd, vars mormor var Heliga Birgitta, en attung tillhörande Herrborums gods till Vadstena kloster.